# Kötzschauer Berg
Der Kötzschauer Berg ist ein 465,5 m ü. NHN hoher Berg zwischen Lauba und Kleindehsa fünf Kilometer westlich von Löbau im Lausitzer Bergland.

## Name
Der Berg heißt auf dem sächsischen Meilenblatt von 1804 „der Pferde oder Halbhufenberg“.
Diese Namen wurden von Jakob Andreas Hermann Oberreit adaptiert und auf neueren Karten (1904, 1920) zu Hufenberg zusammengefasst. Zuvor hieß er auf der topografischen Karte von 1883 (Blatt 71: Section Neusalza – Ebersbach) fälschlicherweise Mittelberg. Auf der topografischen Karte von 1938 (Blatt 71: Section Neusalza – Ebersbach) hieß er schon Kötzschauer Berg.

## Geographie
Der Berg entwässert nach Süden und Südosten durch zwei zur Litte rinnende Bäche sowie westlich zum Cunewalder Wasser. Auch einige Nebengipfel sind auf dem Meilenblatt überliefert, so die Namen Kühberg, Mittelberg, Hinterberg, dürre Berg, Horkaberg und das Lindig.
In bis zu drei Steinbrüchen wurde der Granodiorit des Berges von Kötzschau aus abgebaut, die seit 1960 alle stillliegen. Eine bis fünf Meter hohe und vierzig Meter lange Klippe bekrönt die Gipfelkante, die durch herausgebrochene Blöcke an einigen Stellen aufgegliedert ist. Den West- und Südwesthang bedecken verstreut zahlreiche Gesteinsbrocken, von denen einige an den früheren Besitzgrenzen aufgeschichtet wurden.
Fichtenforst überwiegt im Bereich des trockeneren Oberhanges mit Rotem Holunder (Sambucus racemosa) als Unterwuchs. Der Waldmantelsaum ist auf frischen Böden von einem wüchsigen Mischwald geprägt, zum Teil durch Stieleichen-Birkenwald mit Heidelbeere und Wiesenwachtelweizen, zum Teil in feuchteren Bereichen mit Gemeiner Esche und Schwarzerle durchsetzt.